# Bahnstrecke Kray–Wanne
| |                      |                                              |                                              |
| Streckennummer (DB): | 2209                 |                                              |                                              |
| Streckenlänge: | 9 km                 |                                              |                                              |
| Spurweite: | 1435 mm (Normalspur) |                                              |                                              |
| |                      |                                              |                                              |
| \| \| \| von Dortmund \| \| \| \| 9,0 \| Wanne-Eickel Hbf \| Wanne-Eickel Hbf \| \| \| \| Wanne-Eickel Wst \| \| \| \| \| nach GE-Bismarck und GE-Schalke \| \| \| \| \| ehem. Salzstrecke Wanne-Eickel–BO-Riemke \| \| \| \| \| ehem. nach GE-Wattenscheid \| \| \| \| 6,3 \| nach Gelsenkirchen Hbf \| nach Gelsenkirchen Hbf \| \| \| \| ehem. Erzbahn \| \| \| \| \| \| \| \| \| \| Anschl. Zeche Alma \| \| \| \| \| ehem. Bahnstrecke Gelsenkirchen–Wanne-Eickel \| \| \| \| \| Anschl. Zeche Rheinelbe und nach GE Hbf \| \| \| \| \| Anschl. Zeche Holland \| \| \| \| \| ehem. von Bochum Nord \| \| \| \| \| Anschl. Zeche Bonifacius \| \| \| \| \| von Gelsenkirchen Hbf \| \| \| \| \| Anschl. Zeche Bonifacius \| \| \| \| 0,0 \| Essen-Kray Nord \| Essen-Kray Nord \| \| \| \| nach Essen Hbf und Essen Nord \| \| \| \| \| \| \| \| Quellen: [1][2] \| \| \| \| |                      |                                              |                                              |
| Strecke |                      | von Dortmund                                 | von Dortmund                                 |
| Bahnhof | 9,0                  | Wanne-Eickel Hbf                             | Wanne-Eickel Hbf                             |
| Blockstelle |                      | Wanne-Eickel Wst                             | Wanne-Eickel Wst                             |
| Abzweig geradeaus und nach rechts |                      | nach GE-Bismarck und GE-Schalke              | nach GE-Bismarck und GE-Schalke              |
| Kreuzung geradeaus oben (Querstrecke außer Betrieb) |                      | ehem. Salzstrecke Wanne-Eickel–BO-Riemke     | ehem. Salzstrecke Wanne-Eickel–BO-Riemke     |
| Abzweig geradeaus und ehemals nach links |                      | ehem. nach GE-Wattenscheid                   | ehem. nach GE-Wattenscheid                   |
| Abzweig ehemals geradeaus und nach rechts | 6,3                  | nach Gelsenkirchen Hbf                       | nach Gelsenkirchen Hbf                       |
| Abzweig quer und von rechts (Strecke außer Betrieb) · Kreuzung geradeaus unten (Strecken außer Betrieb) |                      | ehem. Erzbahn                                | ehem. Erzbahn                                |
| Strecke nach links (außer Betrieb) · Abzweig geradeaus und von rechts (Strecke außer Betrieb) |                      |                                              |                                              |
| Abzweig geradeaus, nach rechts und von rechts (Strecke außer Betrieb) |                      | Anschl. Zeche Alma                           | Anschl. Zeche Alma                           |
| Kreuzung geradeaus oben (Strecken außer Betrieb) |                      | ehem. Bahnstrecke Gelsenkirchen–Wanne-Eickel | ehem. Bahnstrecke Gelsenkirchen–Wanne-Eickel |
| Abzweig geradeaus und von rechts (Strecke außer Betrieb) |                      | Anschl. Zeche Rheinelbe und nach GE Hbf      | Anschl. Zeche Rheinelbe und nach GE Hbf      |
| Abzweig geradeaus und nach links (Strecke außer Betrieb) |                      | Anschl. Zeche Holland                        | Anschl. Zeche Holland                        |
| Abzweig geradeaus und von links (Strecke außer Betrieb) |                      | ehem. von Bochum Nord                        | ehem. von Bochum Nord                        |
| Abzweig geradeaus und nach rechts (Strecke außer Betrieb) |                      | Anschl. Zeche Bonifacius                     | Anschl. Zeche Bonifacius                     |
| Abzweig ehemals geradeaus und von rechts |                      | von Gelsenkirchen Hbf                        | von Gelsenkirchen Hbf                        |
| Abzweig geradeaus und ehemals von rechts |                      | Anschl. Zeche Bonifacius                     | Anschl. Zeche Bonifacius                     |
| Bahnhof mit S-Bahn-Halt | 0,0                  | Essen-Kray Nord                              | Essen-Kray Nord                              |
| Strecke |                      | nach Essen Hbf und Essen Nord                | nach Essen Hbf und Essen Nord                |
| |                      |                                              |                                              |
| Quellen: |                      |                                              |                                              |

Die Bahnstrecke Kray–Wanne (auch Kray-Wanner Bahn) ist eine ehemalige Bahnstrecke im Ruhrgebiet zwischen Herne-Wanne und Essen-Kray. Heute dient die Bahntrasse als Radweg und verbindet die Erzbahn-Trasse mit dem Zollvereinweg.

## Geschichte

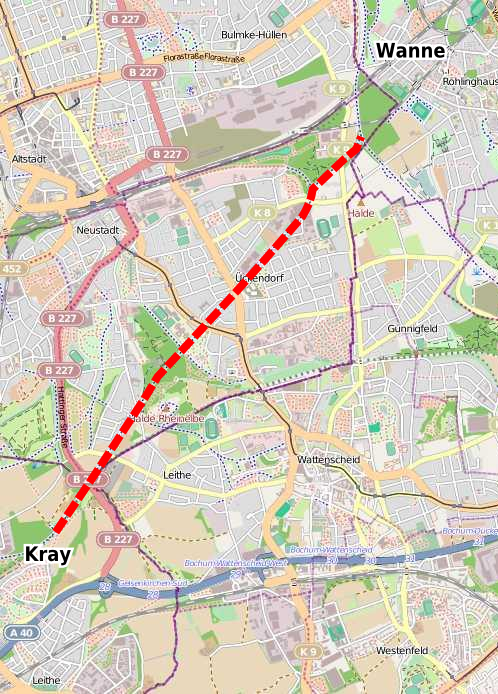
Fahrradweg auf der Kray–Wanner Bahn

Die Bahnstrecke wurde 1874 von der Rheinischen Eisenbahn-Gesellschaft als Güterzugstrecke zwischen deren Bahnhof Kray an der rheinischen Ruhrgebietsstrecke und Bahnhof Wanne eröffnet, dem zu dieser Zeit wichtigsten Eisenbahnknoten der Cöln-Mindener Eisenbahn-Gesellschaft im nördlichen Ruhrgebiet.
Die Bahnstrecke verlief die letzten Kilometer parallel zur Stammstrecke der Köln-Mindener Eisenbahn-Gesellschaft und diente dem Anschluss der Zechen Bonifacius, Rheinelbe, Alma, Pluto und Königsgrube an das Netz der Rheinischen Eisenbahn und wurde auch als Bonifacius-Wanner Eisenbahn bezeichnet. Östlich der Halde Rheinelbe wurde die Güterstrecke Gelsenkirchen Hbf–Gelsenkirchen-Wattenscheid überquert.
Nach 15 Jahren Betrieb wurde die Verbindung von den Preußischen Staatseisenbahnen kurz nach der Verstaatlichung der nominal privaten Eisenbahngesellschaften 1889 aufgegeben, zunächst aber nicht zurückgebaut, sondern an die nahe gelegenen Bergwerke als Zechenanschlussbahn verpachtet. Genutzt wurde die Bahnstrecke fortan von der Zeche Vereinigte Rheinelbe & Alma, der Vereinigte Stahlwerke AG und der Gelsenkirchener Bergwerks-AG.
Der Streckenabschnitt vom Hüller Bach bis Wanne-Eickel ist heute als Güterzugstrecke Gelsenkirchen Hbf – Wanne-Eickel Hbf in Betrieb.
Nach Schließung der Kokerei Zollverein im Jahre 1993 wurde die Kray–Wanner Bahn endgültig nicht mehr benötigt. Es erfolgte ein Umbau zu einem etwa fünf Kilometer langen Bahntrassenradweg, der heute die Erzbahntrasse mit dem Zollvereinweg abseits des motorisierten Verkehrs verbindet.
Im Jahr 2012 wurde die Strecke vom Anschluss Erzbahntrasse (Stadtgrenze Gelsenkirchen/Herne) bis Krayer Straße (Gelsenkirchen) durchgehend asphaltiert.